# Lechriodus fletcheri
Lechriodus fletcheri је водоземац из реда жаба и фамилије Limnodynastidae.

## Угроженост
Ова врста није угрожена, и наведена је као последња брига јер има широко распрострањење.

## Распрострањење
Ареал врсте је ограничен на једну државу. 
Аустралија је једино познато природно станиште врсте.

## Станиште
Станишта врсте су шуме и слатководна подручја.